# La Juste Route
Pour plus de détails, voir Fiche technique et Distribution.
La Juste Route (titre original : 1945) est un film hongrois réalisé en 2015 par Ferenc Török et sorti en 2017.

## Synopsis
Août 1945. La gare d'une commune rurale hongroise. On entend la radio évoquer les bombardements américains de Nagasaki et l'entrée soviétique en Mandchourie.
Du train qui arrive, descendent deux hommes en costumes noirs (Péter Rudolf, Bence Tasnádi) : un vénérable juif à la barbe blanche et un jeune homme, son fils peut-être. Ils débarquent aussi deux très grandes caisses.
Au village, on prépare activement un mariage. Celui du fils du secrétaire de mairie. Or, l'irruption des deux juifs crée le trouble parmi les habitants. Qui sont-ils ? Que veulent-ils ? Que contiennent les deux coffres qu'ils font transporter dans un chariot ? En réalité, beaucoup de villageois, pris de remords, craignent qu'on leur demande des comptes, voire qu'on tente d'éclaircir leurs actes passés.

## Fiche technique
- Titre original : 1945
- Réalisation : Ferenc Török
- Scénario : F. Török et Gábor T. Szántó, d'après sa nouvelle Hazatérés (Homecoming)
- Photographie : Elemér Ragályi (hu) - Noir et blanc
- Décors : László Rajk
- Costumes : Sosa Juristovzky
- Son : Tamás Zányi
- Montage : Béla Barsi
- Musique : Tibor Szemsö
- Production : Iván Angelusz, Péter Reich, F. Török - Katapult Film
- Pays d'origine :  Hongrie
- Genre : Film dramatique, film historique
- Durée : 91 minutes
- Dates de sortie :
  - Allemagne : 12 février 2017 (Festival de Berlin)
  - Hongrie : 20 avril 2017
  - France : 17 janvier 2018

## Distribution
- Péter Rudolf (hu) : István Szentes
- Bence Tasnádi : Árpád
- Tamás Szabó Kimmel : Jancsi
- Dóra Sztarenki : Kirózsi
- József Szarvas : Kustár
- Ági Szirtes : sa femme
- Ezster Nagy-Kálózy : Anna Szentes

## Réception

### Retours de la presse francophone
Le film est globalement bien accueilli par les critiques francophones : sa moyenne Allociné est de 3,5/10 pour dix revues de presse.
Bernard Génin, de Positif, évoque « un film salubre et efficace [...] qui témoigne avec force, sans discours, avec des images fortes [...]. La noblesse des victimes face à la couardise a rarement donné scène plus émouvante que la cérémonie à laquelle on va assister ».
François Forestier, pour L'Obs, délivre un avis dithyrambique : « Tout, dans ce film, est magnifique : la photo en noir et blanc, la mise en scène, les acteurs, et même les nuages. [...] [Le réalisateur] souligne la violence secrète, la culpabilité rampante d'un groupe social. Pour les juifs, éternels errants, il ne reste qu'une solution : la route. Fidèle à son titre, le film est d'une justesse à la fois émouvante et enthousiasmante ».
Antoine Le Fur (Studio Ciné Live) affirme que La Juste Route est un « un réjouissant jeu de massacre dans lequel chaque personnage semble avoir quelque chose à se reprocher ». Il trouve le long-métrage « d'une grande élégance, avec ce noir et blanc expressionniste qui sublime le visage des acteurs ». Le film est certifié coup de cœur de la rédaction aux côtés de Un homme intègre, Les Bienheureux, A Ghost Story et Wonder Wheel.
Pierre-Julien Marest de Télérama dépeint le film comme un « étonnant western hongrois où règnent cupidité et paranoïa ». Pour le journaliste, le long-métrage « obéit à un suspense étonnant, où le destin s’incarne en deux figures sombres et silencieuses, presque fantomatiques, qui arpentent cette juste route à une allure que n’aurait pas reniée le conducteur de tracteur sexagénaire d’Une histoire vraie de David Lynch ».
Du côté de Première, Thomas Baurez souligne que l' « imagerie induit vite une étrangeté et une pesanteur qui finissent par étreindre le spectateur ». Il prise par ailleurs le travail de Ferenc Török, lequel « ausculte [les] rapports de force à l’aide d’une mise en scène sobre mais efficace. Sa caméra sait garder ses distances avec ce qui se joue et ne cherche jamais à battre la mesure de ces protagonistes déboussolés. Elle préfère au contraire les enfermer dans ses propres cadres implacables de précision au sein desquels ils butent sans cesse ».
Plus mitigé, Ariel Schweitzer (Les Cahiers du cinéma) déplore une galerie de personnages « qui frôle le cliché et [...] une intrigue finalement assez prévisible » mais salue « une mise en scène précise et à une esthétique jouant intelligemment sur les contrastes du noir et blanc ».
Parmi ses détracteurs, Isabelle Regnier du Monde s'offusque de cette « abjection dépeinte avec un tel détachement ».

### Retours spectateurs
Allociné recense une moyenne spectateurs de 3,6/5 pour environ soixante-dix notes.
Rotten Tomatoes affiche 97% de retours positifs pour soixante-sept avis.
Sur Metacritic, le film obtient un score de 73/100 d'après treize critiques.